# Communauté de communes du Pays de Briouze
Die Communauté de communes du Pays de Briouze  ist ein ehemaliger französischer Gemeindeverband mit der Rechtsform einer Communauté de communes im Département Orne in der Region Normandie. Sie wurde am 18. November 1997 gegründet und umfasste zuletzt zwölf Gemeinden. Der Verwaltungssitz befand sich im Ort Briouze.
Mit Wirkung vom 1. Januar 2017 wurde der Gemeindeverband aufgelöst und seine ehemaligen Mitgliedsgemeinden auf die Gemeindeverbände Flers Agglo und Communauté de communes du Val d’Orne aufgeteilt.

## Ehemalige Mitgliedsgemeinden
1. Briouze
2. Craménil
3. Faverolles
4. Le Grais
5. Lignou
6. Le Ménil-de-Briouze
7. Montreuil-au-Houlme
8. Pointel
9. Saint-André-de-Briouze
10. Saint-Hilaire-de-Briouze
11. Sainte-Opportune
12. Les Yveteaux